# SANAA
A SANAA (Sejima and Nishizawa and Associates) egy tokiói székhelyű építészeti stúdió, melyet Szedzsima Kazujo és Nisizava Rjúe 1995-ben alapított. Kiemelkedő alkotásaik közt megemlítendő a tokiói Christian Dior Omoteszandó, a kanazavai 21. századi Kortárs Művészeti Múzeum és a New York-i New Museum of Contemporary Art. 2010-ben Pritzker-díjat kaptak.

## Képtár

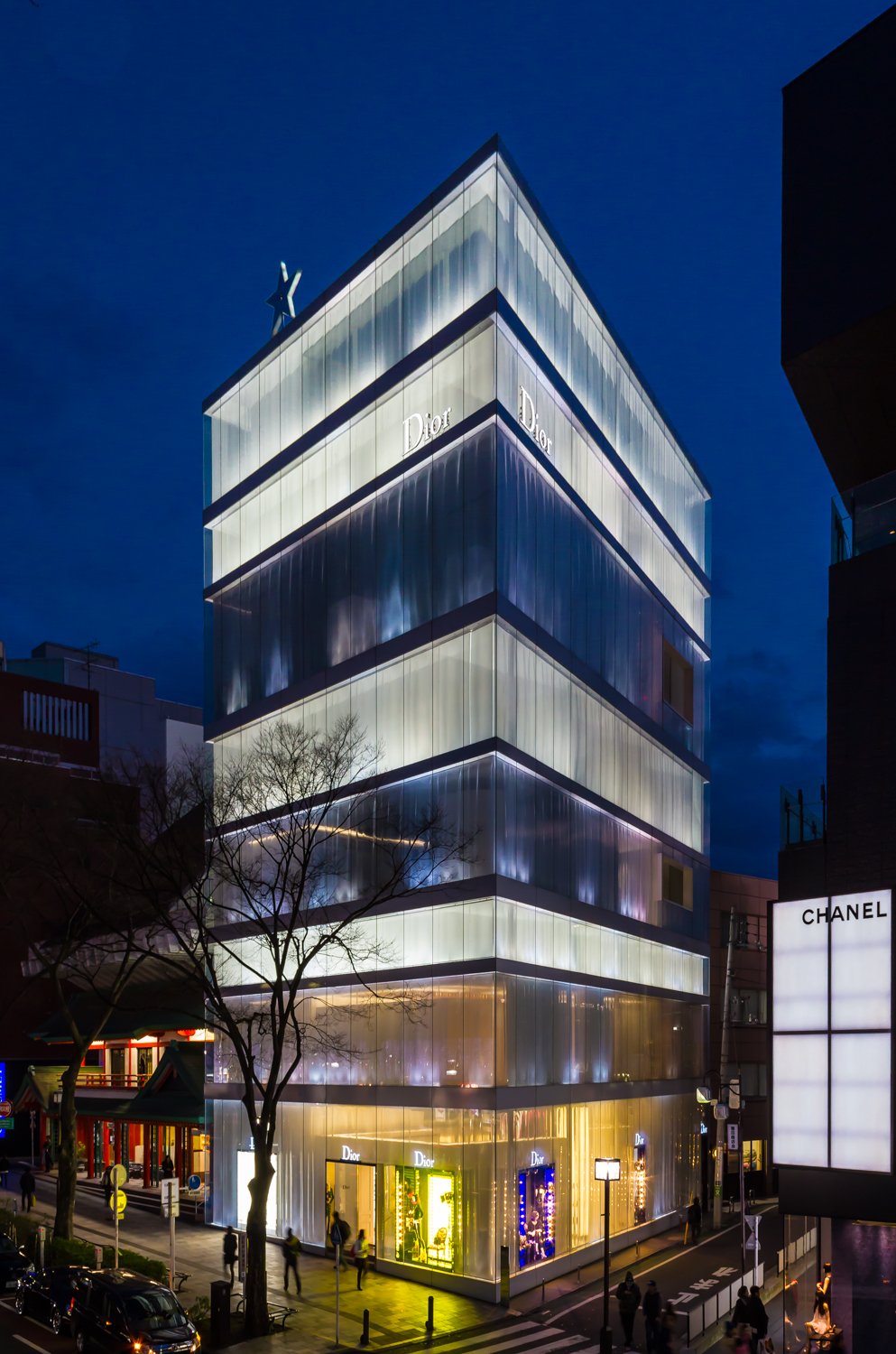
A tokiói Christian Dior Omoteszandó
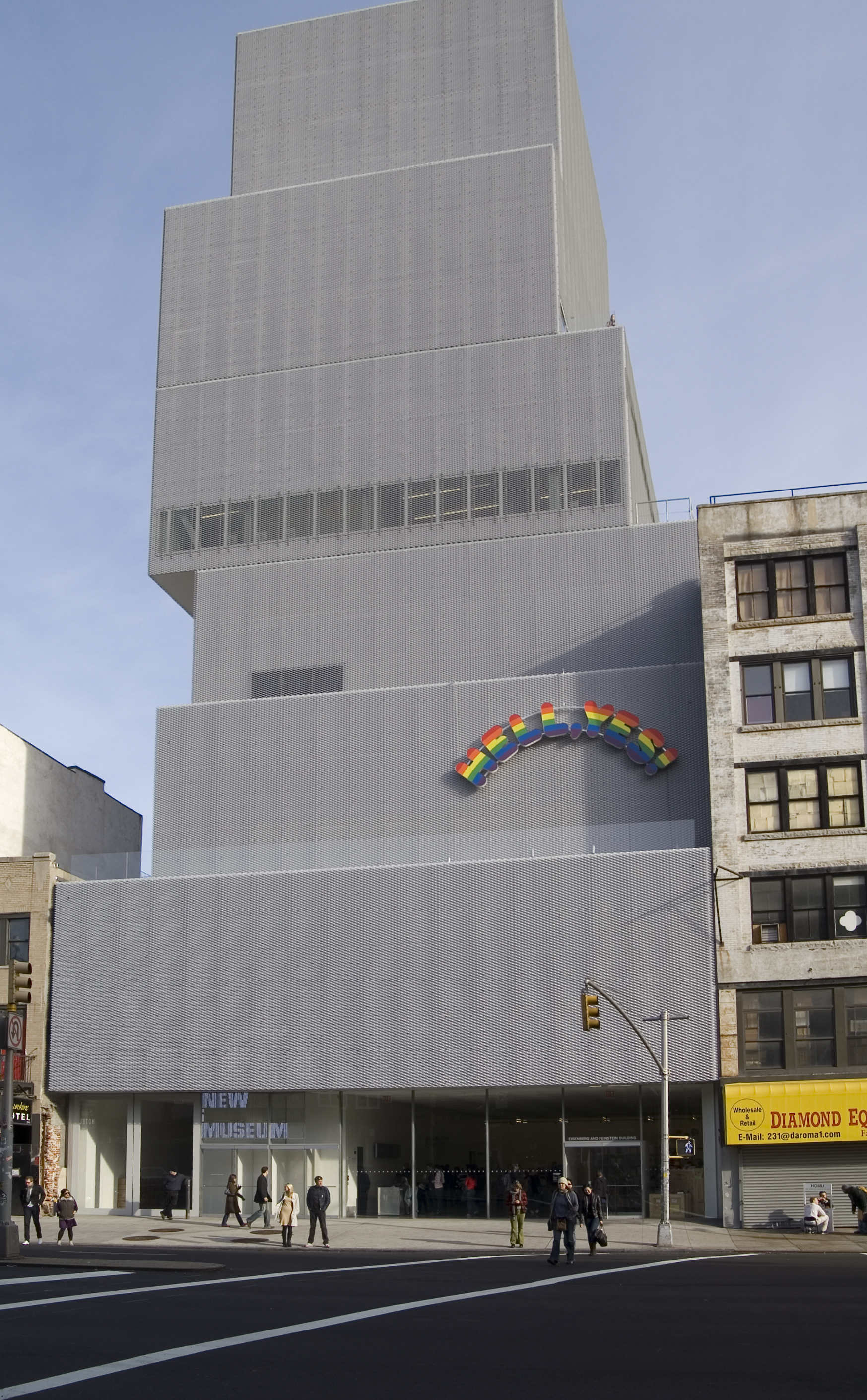
A New York-i New Museum of Contemporary Art
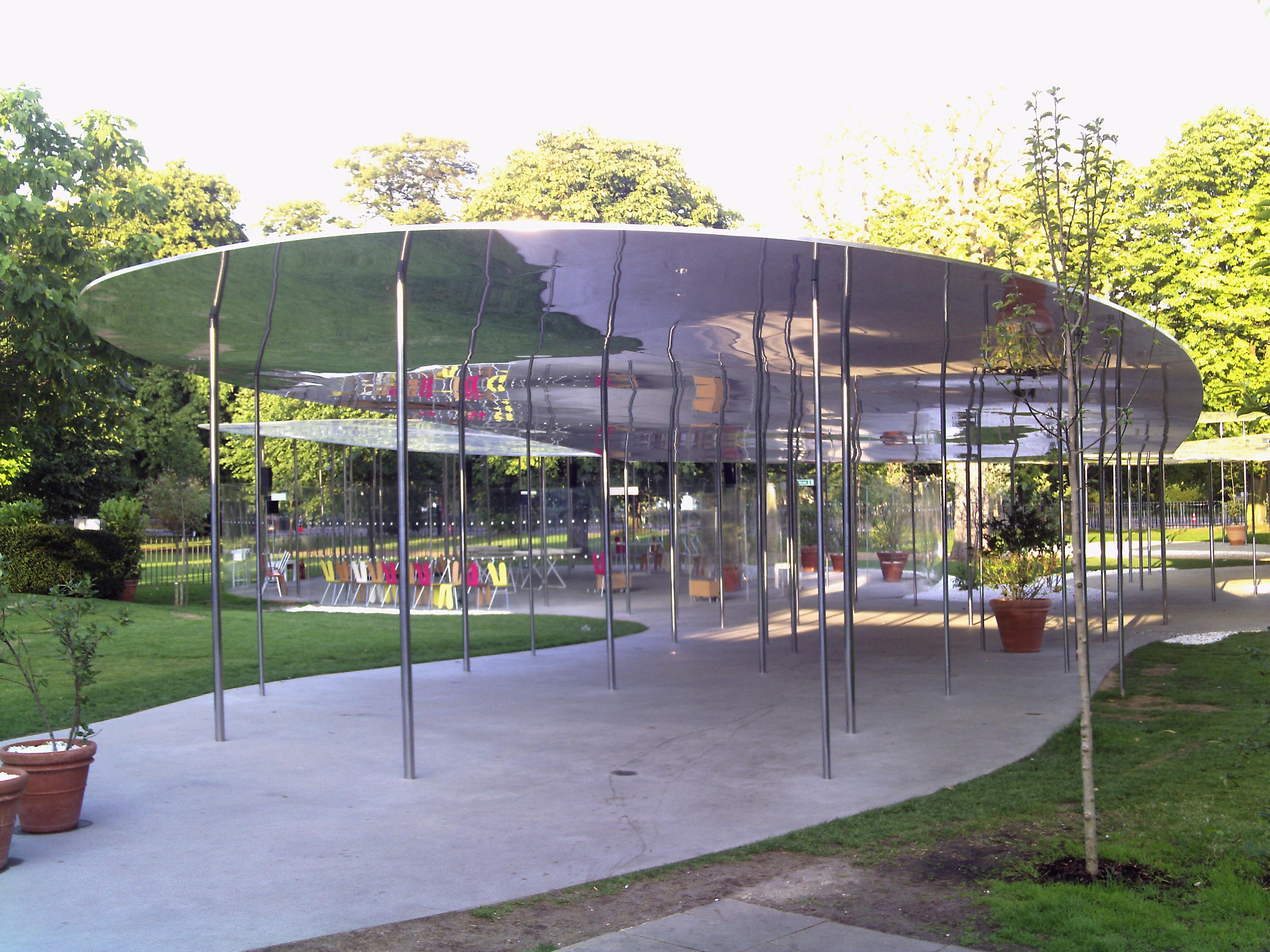
Serpentine Gallery Pavilion,  London (2009)